# 뉴펀들랜드 (개)

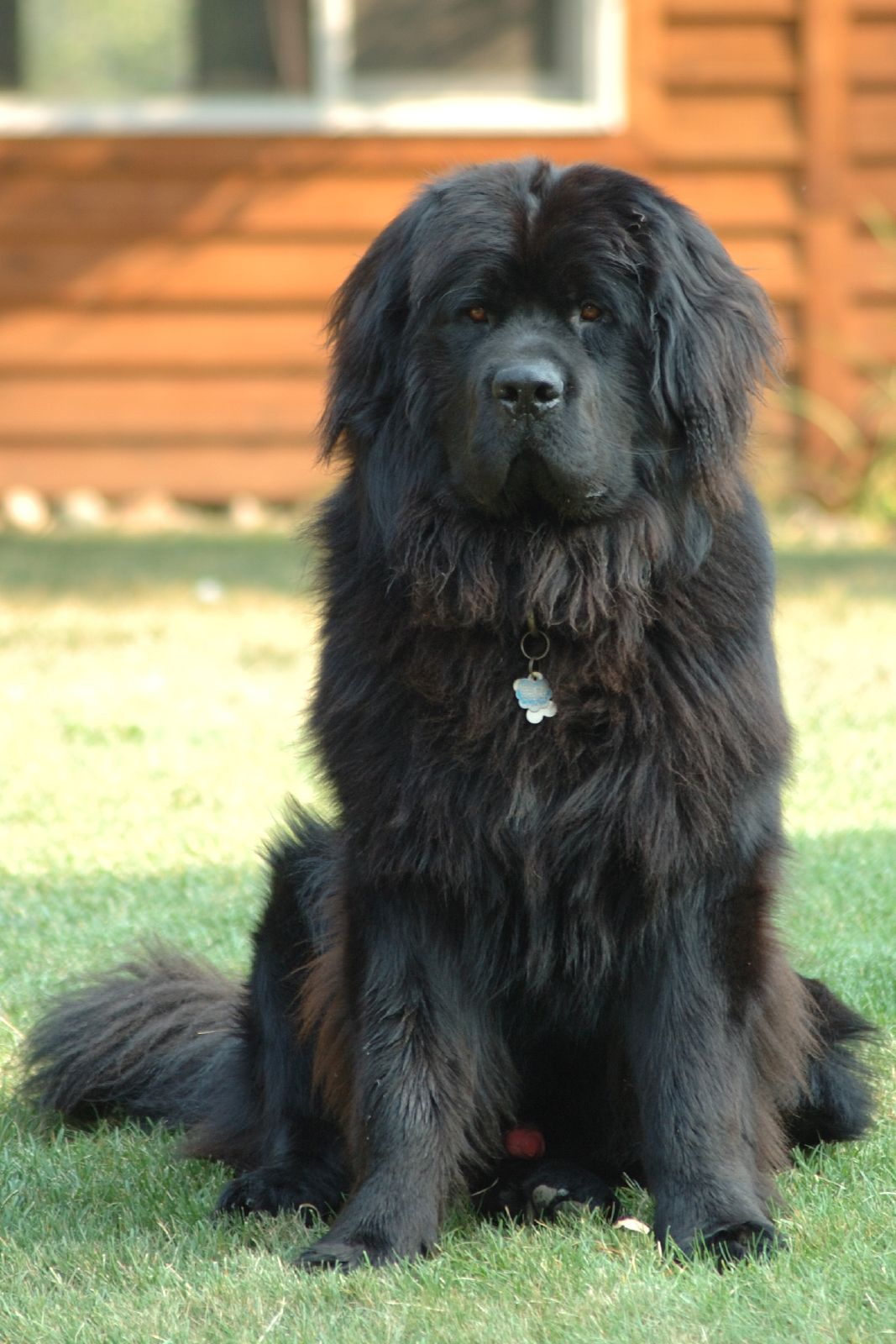
뉴펀들랜드

뉴펀들랜드(Newfoundland)는 대형의 검은 개이다. 선조는 확실하지 않으나 유럽으로부터 캐나다 뉴펀들랜드섬에 이주한 이주민들이 데리고 온 것은 확실하다. 지금도 뉴펀들랜드섬에서는 짐을 나르거나 수레를 끄는 개로서 사용되고 있다. 어깨높이 66~71cm, 몸무게 50~60kg이다. 육지나 물에서 별 어려움을 느끼지 않고 일을 한다. 섬에서 길러졌으므로 습지와 해안을 걸을 수 있도록 발에 물갈퀴가 붙어 있다. 성격이 밝고 명랑하며 주인의 명령에 잘 따른다. 개를 주인공으로 하는 얘기에 자주 등장하여 바다와 강에서 사람을 구한다는 얘기는 셀 수 없이 많다. 가정에서 기르면 신뢰가 가는 친구가 될 수 있다.

## 참고 문헌
- 이 문서에는 다음커뮤니케이션(현 카카오)에서 GFDL 또는 CC-SA 라이선스로 배포한 글로벌 세계대백과사전의 내용을 기초로 작성된 글이 포함되어 있습니다.